# جوجو (تيران وكرون)
جوجو هي قرية في مقاطعة تيران وكرون، إيران. عدد سكان هذه القرية هو 41 في سنة 2006.